# Ankasamudra, Hagaribommanahalli
Ankasamudra là một làng thuộc tehsil Hagaribommanahalli, huyện Bellary, bang Karnataka, Ấn Độ.